# Melbourne Park
Koordinaten: 37° 49′ 21,6″ S, 144° 58′ 48,2″ O

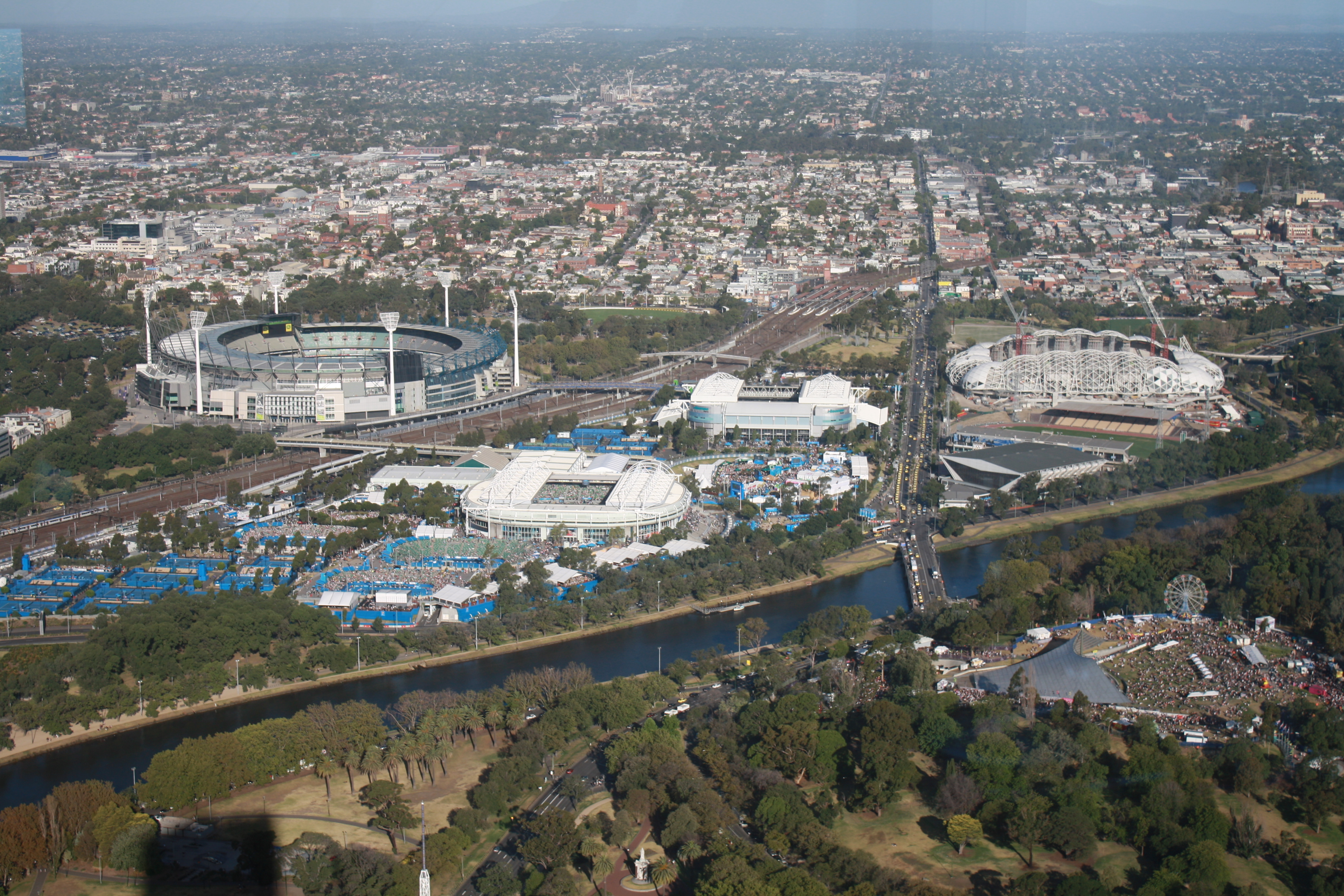
Der Melbourne Park befindet sich in der Bildmitte zwischen Bahnschienen, Yarra River und großer Straße. Links dahinter der Melbourne Cricket Ground, rechts das Melbourne Rectangular Stadium.

Der Melbourne Park ist ein Sportkomplex in der australischen Metropole Melbourne. Bekannt ist er vor allem als Austragungsort der jährlich stattfindenden Australian Open.

## Geschichte
Die Australian Open fanden seit 1973 auf dem Areal des Tennisclubs von Kooyong statt. Um den nach Beginn der Open Era rasant gestiegenen Zuschauer- und Spielerinteressen gerecht zu werden und mit den drei übrigen Grand-Slam-Turnieren in der Entwicklung Schritt zu halten, wurde zu Beginn der 1980er Jahre die Errichtung eines neuen Sportkomplexes nach dem Vorbild des National Tennis Center in Flushing Meadows beschlossen. 1988 wurde der Sportkomplex noch unter der Bezeichnung Flinders Park eingeweiht. 1997 wurde er in Melbourne Park umbenannt.

## Lage und Areal
Der Melbourne Park befindet sich etwa drei Kilometer östlich der Innenstadt im Stadtteil East Melbourne direkt am Yarra River. Mit dem Cricketstadion (Melbourne Cricket Ground), dem Melbourne Rectangular Stadium und dem Olympic Park Stadium bildet er den Melbourne Sports and Entertainment Precinct.

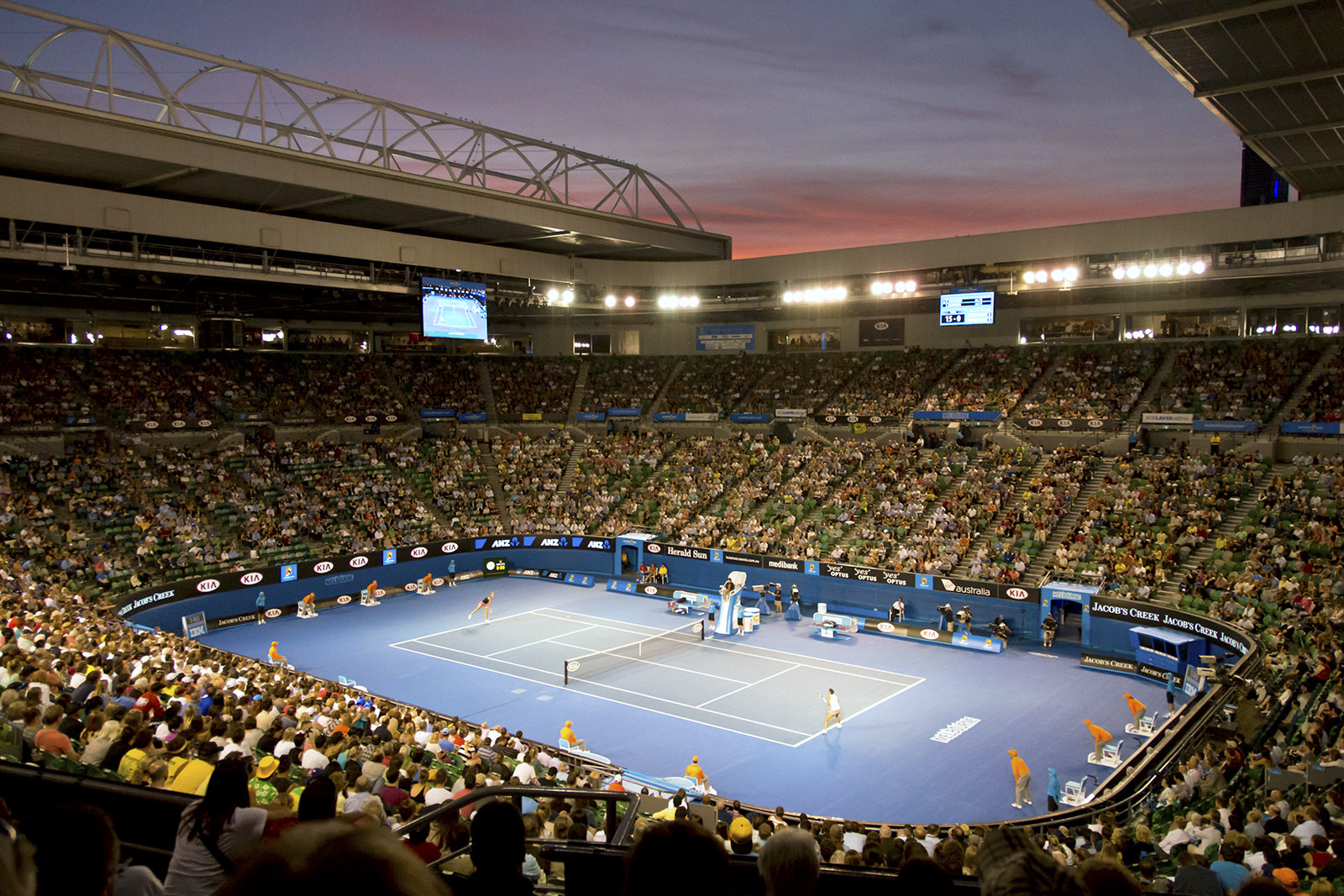
Rod Laver Arena, während der Australian Open 2013

Der Park umfasst vier große Stadien – die Rod Laver Arena (15.000 Sitzplätze), die John Cain Arena (10.000 Plätze), Margaret Court Arena (7.500 Plätze) und die Show Court Arena (5.000 Plätze). Daneben befinden sich weitere 19 Tennis-Außenplätze und sechs Hallenplätze sowie eine Multifunktionshalle (Melbourne Park Function Center) auf dem Areal. Als Belag der Tennisplätze kam seit den Australian Open 2008 Plexicushion zum Einsatz, zuvor wurde Rebound Ace verwendet. Nach 2019 wechselte man auf GreenSet.

## Nutzung
Neben den Australian Open im Januar werden die Stadien des Melbourne Park hauptsächlich zur Ausrichtung von Musikkonzerten genutzt. Die Melbourne Arena ist das Heimstadion der Basketballmannschaft von Melbourne (Melbourne United). Des Weiteren wurden mehrere Wettbewerbe der Commonwealth Games 2006 auf dem Areal ausgetragen.